# Rue du Lieutenant-Lapeyre
Pour les articles homonymes, voir Lapeyre.
La rue du Lieutenant-Lapeyre est une voie du 14e arrondissement de Paris, en France.

## Situation et accès

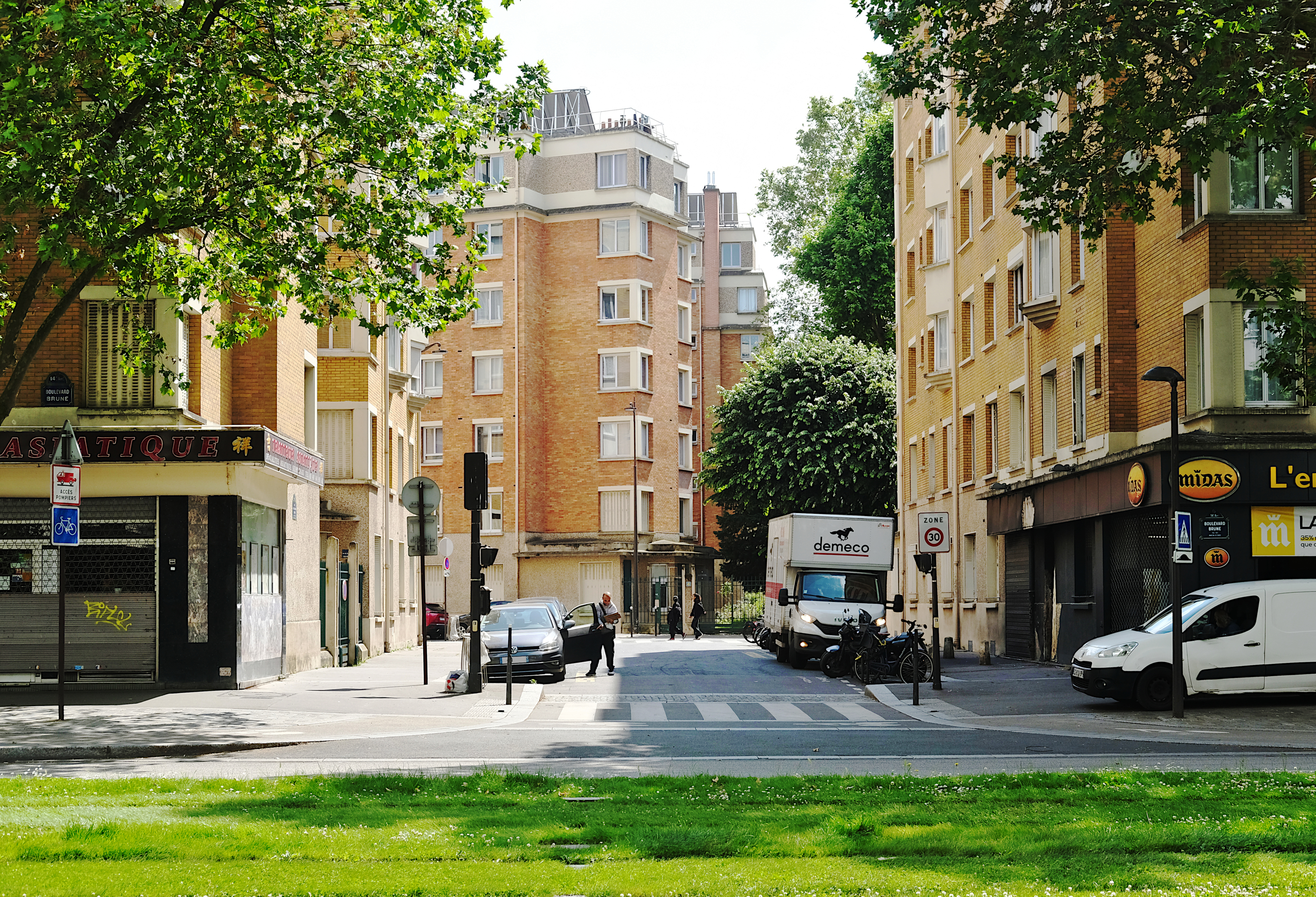
La rue du Lieutenant-Lapeyre vue depuis le boulevard Brune en juin 2024.

La rue du Lieutenant-Lapeyre est une voie publique située dans le 14e arrondissement de Paris. Elle débute au 46, boulevard Brune et se termine au 3, rue du Général-Séré-de-Rivières.

## Origine du nom
La rue a été nommée en l'honneur du sous-lieutenant d'infanterie coloniale, Pol Lapeyre (1903-1925), mort héroïquement au cours de la pacification du Maroc.

## Historique
La voie a été ouverte et a pris sa dénomination actuelle en 1933 sur l'emplacement du bastion no 77 de l'enceinte de Thiers.